# Lambruisse
Lambruisse település Franciaországban, Alpes-de-Haute-Provence megyében. Lakosainak száma 81 fő (2022. január 1.). Lambruisse Clumanc, Moriez, Saint-André-les-Alpes, Tartonne és Thorame-Basse községekkel határos.

## Népesség
A település népességének változása:
| Lakosok száma | 79   | 49   | 55   | 71   | 96   | 98   | 95   | 88   | 85   | 81   |
|               | 1968 | 1982 | 1990 | 2006 | 2013 | 2015 | 2017 | 2019 | 2020 | 2022 |